# Platysenta pyromphalus
Platysenta pyromphalus là một loài bướm đêm trong họ Noctuidae.